# 旦椋神社 (宇治市)
旦椋神社（あさくらじんじゃ）は、京都府宇治市大久保町北ノ山にある神社。式内小社で、旧社格は旧村社。

## 祭神
- 高皇産霊神
- 神皇産霊神
- 菅原道真

## 歴史
この神社の創建年代等については不詳であるが、古くは宇治市大久保旦椋（現在地の西方）の位置にあったとされ、旧跡の発掘調査によると、田の中に長径5.3メートル、短径3.6メートル、高さ50センチメートルの盛土が残っており、草の繁茂した表土下に、20センチメートルぐらいの大きさの川原石が平坦に敷かれていた。その表面近くから瓦片が出土したことから、石敷きの上に小さな社がおそらく南面してあったと推定されている。
1550年（天文19年）に社殿を焼失したが、1566年（永禄9年）に、20余年祭祀が断絶していた天満天神の地に社殿を再興し、天満天神を合祀した。再興後は村の産土神として、天神社、栗隈天神社、栗隈天満宮などと呼ばれていた。1873年（明治6年）8月に村社に列格し、1877年（明治10年）6月には式内旦掠神社と認定された。

## 境内
- 本殿（京都府登録有形文化財）
  - 1672年（延宝2年）の建立。1985年（昭和60年）5月15日登録。

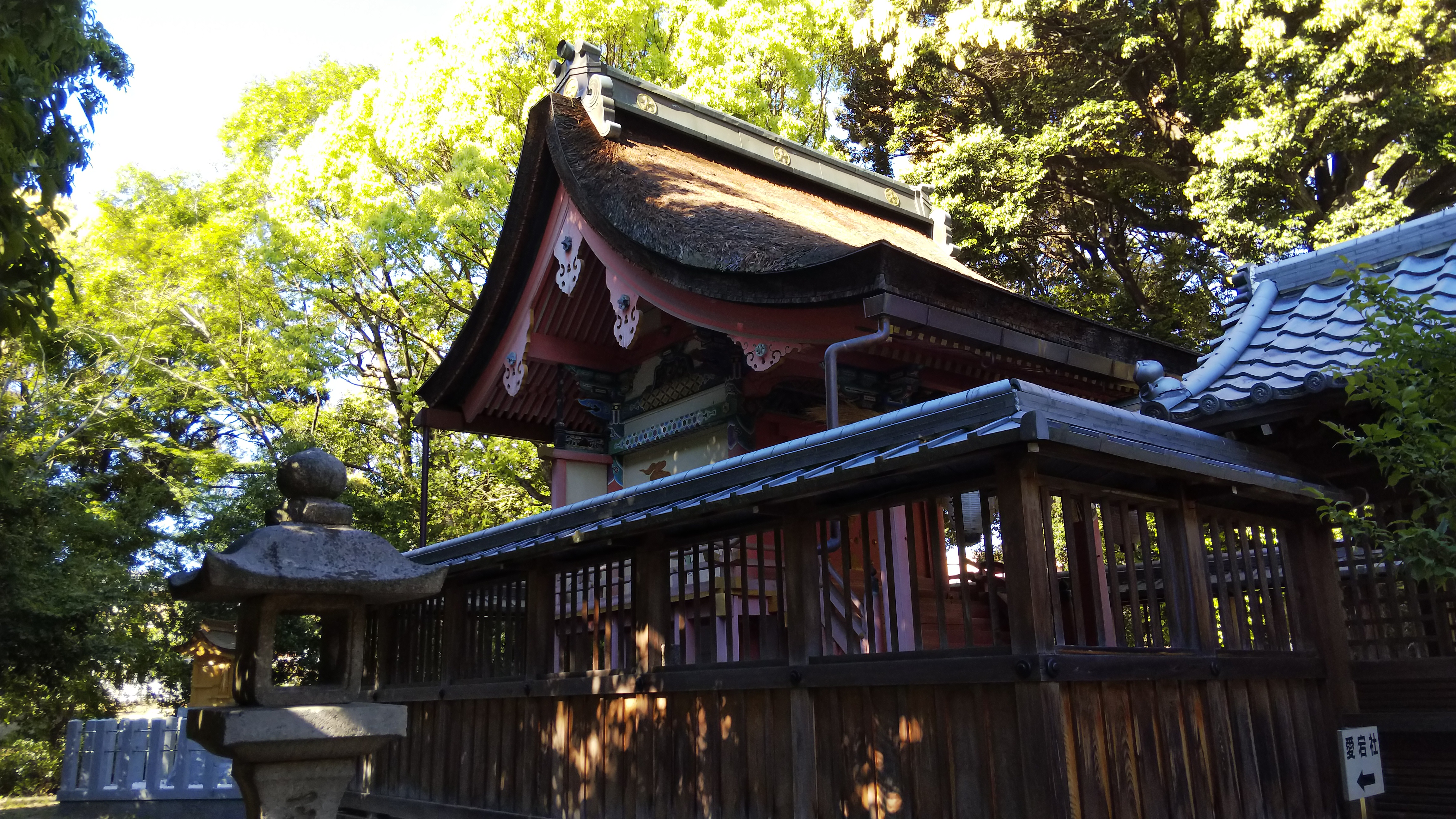
本殿
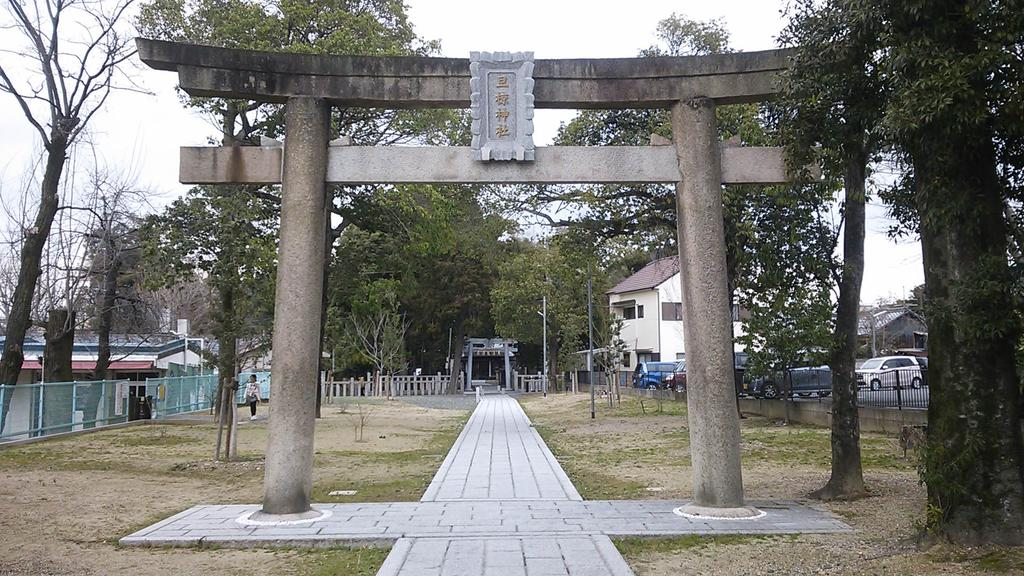
一の鳥居
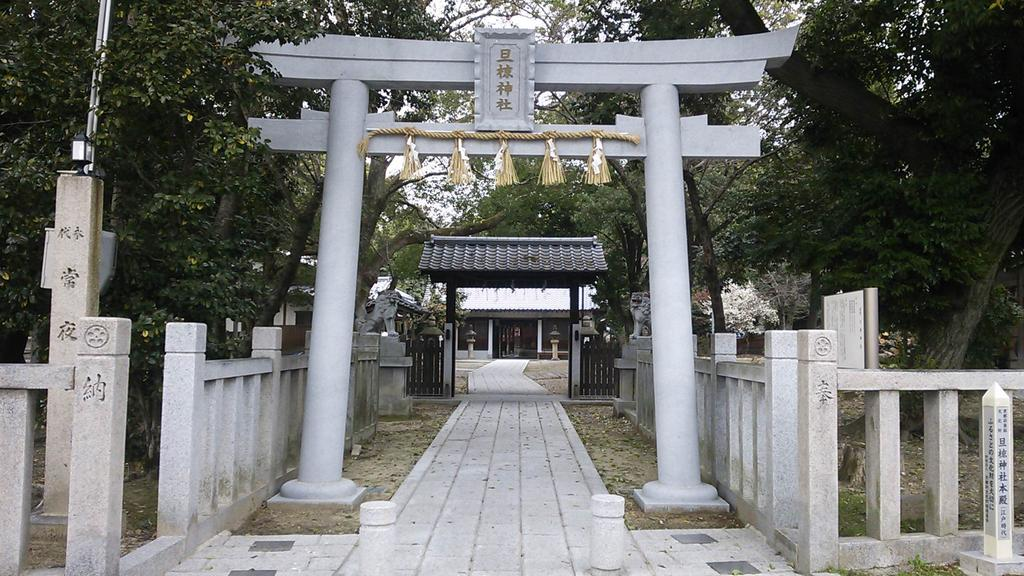
二の鳥居
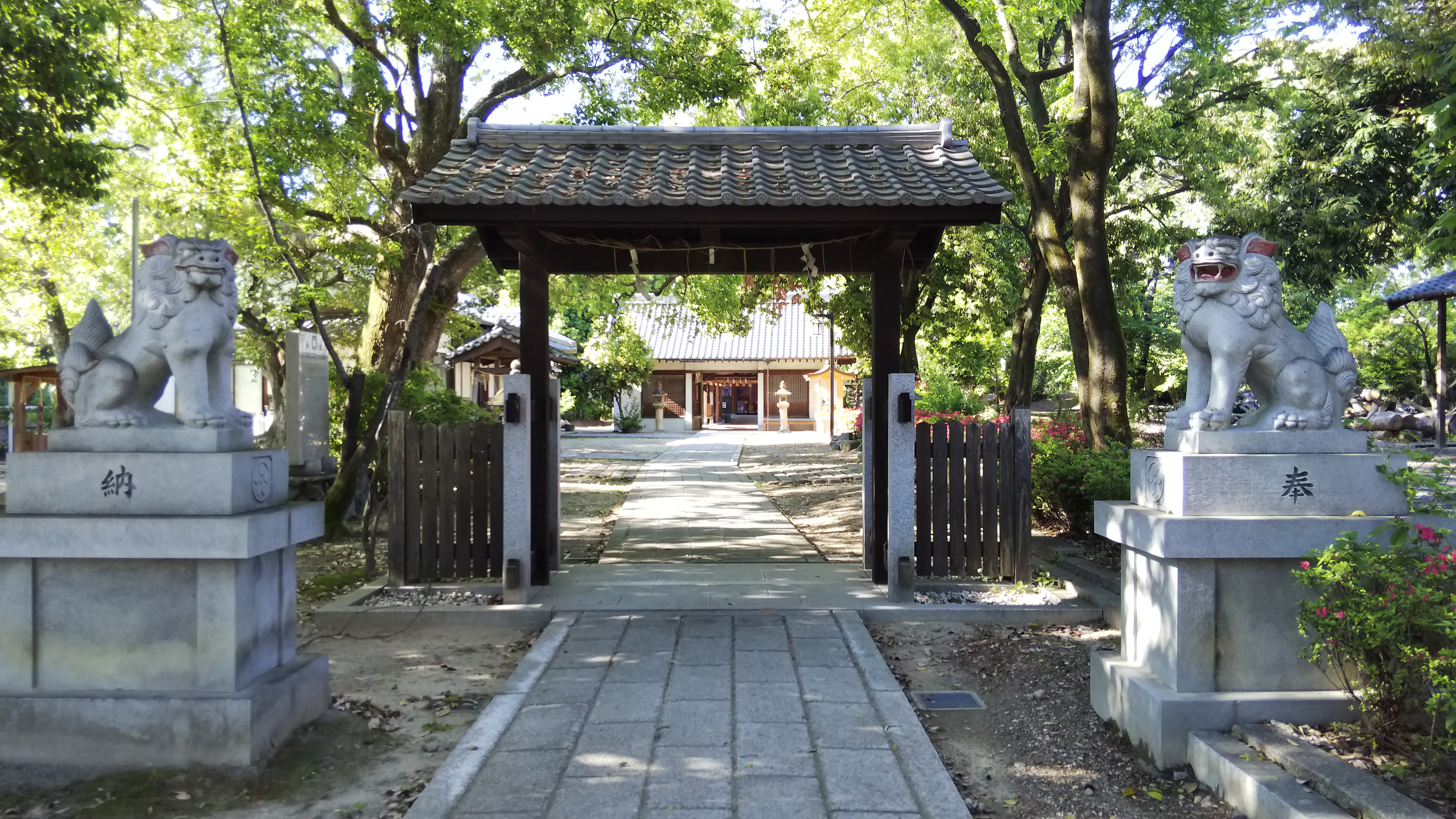
神門
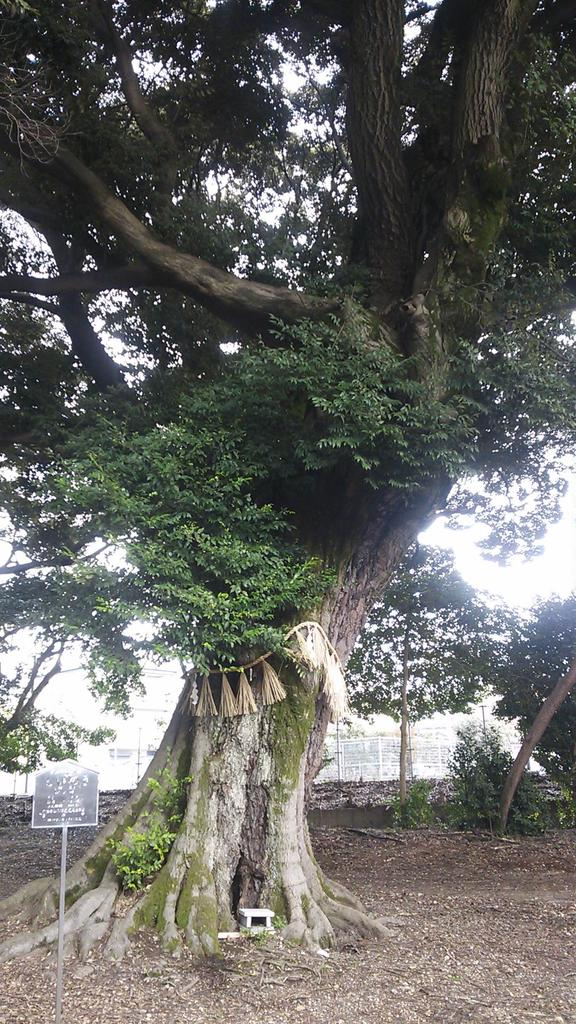
御神木

## 祭事
- 秋季大祭（10月8日）

## 交通アクセス
- 近鉄京都線 大久保駅から南西へ徒歩約5分
- JR奈良線 新田駅から南西へ徒歩約12分